# Scheckenbach (Adelsgeschlecht)

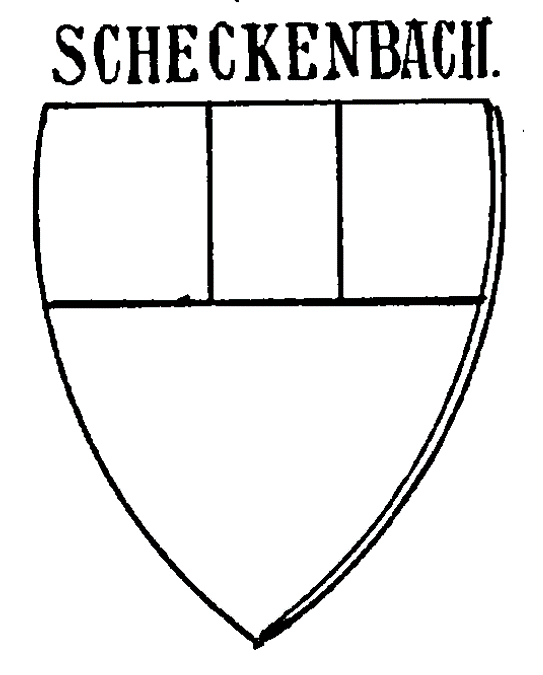
Wappen derer von Scheckenbach in Siebmachers Wappenbuch

Die Familie Scheckenbach (selten von Scheckenbach) war ein zwischen 1165 und der zweiten Hälfte des 14. Jahrhunderts nachweisbares, niederadeliges Adelsgeschlecht in Franken. Es bestanden mehrere Linien, die unterschiedliche Besitzschwerpunkte besaßen. Mit dem 15. Jahrhundert tauchen Mitglieder der Familie nur noch als Bürgerliche auf, sodass davon auszugehen ist, dass der Adelstitel abgelegt wurde. 

## Geschichte
Der Familienname Scheckenbach wurde erstmals im Jahr 1165 genannt. Die Mitglieder leiteten den Namen von einem gefleckten Hund ab, weshalb ein solcher auch im Wappen auftaucht. Die Familie stieg als Ministerialität für verschiedene Adelsgeschlechter im nördlichen Teil Frankens auf. In der Folge entstanden mehrere Familienlinien, die sich über Konnubien mit anderen niederadeligen Familien verbanden. Ältester nachgewiesener „Scheckenbacher“ war Diemer von Scheckenbach, der Im Jahr 1165 als Dienstmann des Fürstbischofs von Würzburg auftaucht. Er hatte zusammen mit anderen Adeligen mehrere Weingüter in Ochsenfurt, Gülchsheim, Sächsenheim, Hopferstadt und Weigenheim verliehen. Seit dem Jahr 1214 ist außerdem eine Münzerfamilie von Scheckenbach in Würzburg nachweisbar.
Besondere Bedeutung erlangten die Herren von Scheckenbach, die ihren Sitz im heute zum unterfränkischen Landkreis Kitzingen gehörigen Rüdenhausen hatten. Sie waren Ministeriale der Grafen zu Castell und wurden als solche erstmals im Jahr 1306 als Zeugen in einer Urkunde erwähnt. Am 20. Dezember 1306 kaufte Abt Sifrid von Münsterschwarzach die Vogtei über Brünnau von den Casteller Grafen. Bezeugt wurden die Vorgänge unter anderem von „Ludewicus Secvenvach“. 1311 bezeugte neuerlich „Luze von Scheckenbach“ und „Gozze sin Bruder“ eine castellische Urkunde. Johann III. von Scheckenbach war als Sohn des Ludwig ebenfalls eng mit den Grafen von Castell verbunden und diente Hermann II. zu Castell. Daneben stand er auch mit dem Hochstift Würzburg in Verbindung. Er kann im Jahr 1377 in Zusammenhang mit der Übergabe des Casteller Lehenhofs an die Burggrafen von Nürnberg urkundlich nachgewiesen werden, wo er den neuen Herren huldigte. Einige Jahre später gelangte der Stammsitz der Familie in Rüdenhausen an Herrn Cunz von Gnodstadt. 
Letztmals wurde Johann III. im Jahr 1384 genannt, als er einen Vertrag mit den Blumlin in Rüdenhausen schloss. Die Ehenheimer Linie muss in den folgenden Jahrzehnten ihre Adeligkeit verloren haben oder sie starb aus. In der Folgezeit sind die Scheckenbacher vor allem in der Reichsstadt Rothenburg nachweisbar. Sie bekleideten hier Posten in der Stadtregierung. In herausgehobener, allerdings bürgerlicher Position finden sich auch andere Mitglieder der Familie. Sie tauchen im Spätmittelalter als Schultheiße und Gerichtsverwandte auf. Im Umland der Stadt Kitzingen werden die Scheckenbacher vielfach als freie Bauern, Müller und Gastwirte genannt. 1447 ist die Familie erstmals in der Stadt Iphofen nachweisbar. Im Jahr 1520 wurde ein Walther Scheckenbach in Iphofen am Tag der Erbhuldigung für den Würzburger Fürstbischof gefangengesetzt.
Als Stammvater der heute noch bestehenden Linien von Scheckenbach kann Blasius Scheckenbach gelten. Er ist um 1500 in Sonderhofen in der Nähe der Stadt Aub nachweisbar. Über den Sohn Egidius und dessen Schwester Barbara wandte sich die Familie nach Etwashausen, der Kitzinger Vorstadt, zu. Egidius war als Rotgerber tätig und gab seine Profession an seinen Sohn Johann (geb. 1592) weiter. Die Familie zog nach Sickershausen, wo Bernhard Scheckenbach (1701–1766) in der ersten Hälfte des 18. Jahrhunderts das Amt des Schultheißen innehatte. In zweiter Ehe war Bernhard Scheckenbach mit Maria Margarethe Lechner aus Mainbernheim verheiratet. Nach Scheckenbachs Tod heiratete die Witwe 1767 erneut und der noch minderjährigen Sohn Johann Bernhard (geb. 1764) zog mit der Mutter nach Kleinlangheim. In der Folge begründeten seine Kinder drei Familienzweige mit Sitzen in Kleinlangheim, Rüdenhausen (Bodenmühle)/Buchbrunn und Stephansberg.

## Besitzungen
Obwohl sich der Name des Geschlechts von zwei Kirchdörfern, Oberscheckenbach und Tauberscheckenbach, im heutigen mittelfränkischen Landkreis Ansbach ableiten, war die Familie im Spätmittelalter, neben einzelnen Besitzungen in Neustadt an der Aisch vor allem weiter im Norden verbreitet. Der Kernbereich der Besitzungen der Familie Scheckenbach lag im Herrschaftsgebiet der Grafen zu Castell. Damit waren die Güter zwischen Main und Steigerwald verbreitet. Als Hauptsitz gilt das Dorf Rüdenhausen, in dem mehrere Adelssitze bestanden. Daneben war die Familie in Kitzingen und seinem Umland begütert. Im Norden reichte der Güterkomplex bis Volkach bzw. Krautheim, im Osten bis Kleinbirkach und im Süden bis Seinsheim. Die Nennungen des Namens Scheckenbach reichen im Westen bis Rottendorf und Lengfeld. Damit war die niederadelige Familie auf ein kleines Einflussgebiet zurückgeworfen, das sich heute im bayerischen Regierungsbezirk Unterfranken befindet.

## Wappen
Blasonierung: Geteilt. Oben ein Pfahl.
Laut Gustav Adelbert Seyler führten die Herren von Einhart und die Herren von Gerung ein identisches Wappen.

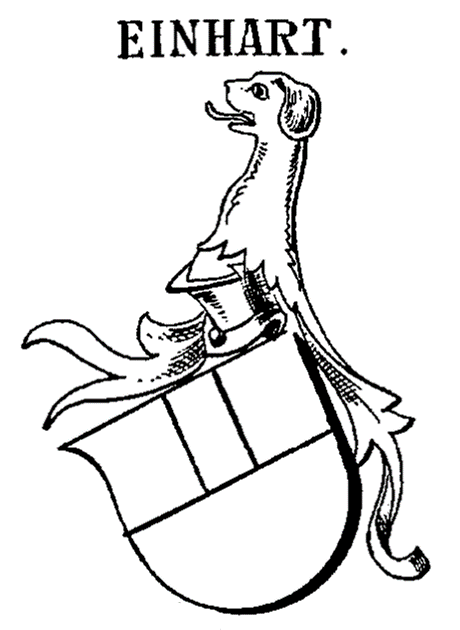
Wappen derer von Einhart

Abweichend berichtet Monika Conrad, dass das Wappen der Familie eng an das der Herren von Ehenheim angelehnt sei, als deren Linie sich die Familie auch selbst bezeichnet habe. Als Helmzier habe man einen Hund mit heraushängender Zunge gewählt. Das Wappen zeige in Schwarz einen silbernen Balken.